# Lithocarpus echinotholus
Lithocarpus echinotholus (Hu) H.Y.Chun & Huang ex Y.C.Hsu & H.W.Jen – gatunek roślin z rodziny bukowatych (Fagaceae Dumort.). Występuje naturalnie w północnej części Wietnamu oraz południowych Chinach (w południowo-wschodniej części Junnanu). 

## Morfologia
PokrójZimozielone drzewo dorastające do 10–20 m wysokości.
LiścieBlaszka liściowa jest skórzasta i ma eliptyczny lub eliptycznie odwrotnie jajowaty kształt. Mierzy 15–35 cm długości oraz 5–11 cm szerokości, jest całobrzega, ma ostrokątną nasadę i ostry lub spiczasty wierzchołek. Ogonek liściowy jest nagi i ma 10–15 mm długości.
OwoceOrzechy o kulistawym kształcie, dorastają do 12–15 mm długości i 20–28 mm średnicy. Osadzone są pojedynczo w niemal kulistych miseczkach, które mierzą 10–20 mm długości i 20–30 mm średnicy. Orzechy są całkowicie otulone w miseczkach.

## Biologia i ekologia
Rośnie w wiecznie zielonych lasach. Występuje na wysokości do 1200 m n.p.m. Kwitnie w marcu, natomiast owoce dojrzewają od września do października.